# Opistoclanis
Opistoclanis is een geslacht van vlinders uit de onderfamilie Smerinthinae van de familie pijlstaarten (Sphingidae).

## Soorten
- Opistoclanis hawkeri (Joicey & Talbot, 1921)